# What About Us (canção de Pink)
"What About Us" é uma canção da cantora estadunidense Pink, contida em seu sétimo álbum de estúdio Beautiful Trauma (2017). Foi composta pela própria em conjunto com Johnny McDaid e Steve Mac, sendo produzida pelo último. A faixa foi lançada em 10 de agosto de 2017, através da RCA Records, servindo como o primeiro single do disco.

## Faixas e formatos
| Download digital |                 |         |  |
| N.º              | Título          | Duração |  |
| 1.               | "What About Us" | 4:29    |  |

## Desempenho nas tabelas musicais

### Posições
| Tabela musical (2017)                       | Melhor posição |
| ------------------------------------------- | -------------- |
| Alemanha (Media Control Charts)             | 8              |
| Austrália (ARIA Charts)                     | 1              |
| Bélgica (Ultratip de Flandres)              | 43             |
| Bélgica (Ultratip da Valônia)               | 46             |
| Canadá (Canadian Hot 100)                   | 12             |
| Estados Unidos (Billboard Hot 100)          | 13             |
| Estados Unidos (Pop Songs)                  | 31             |
| Estados Unidos (Adult Pop Songs)            | 14             |
| Estados Unidos (Adult Contemporary)         | 6              |
| Escócia (The Official Charts Company)       | 1              |
| Hungria (Magyar Hanglemezkiadók Szövetsége) | 14             |
| Irlanda (Irish Recorded Music Association)  | 32             |
| Noruega (VG-lista)                          | 25             |
| Nova Zelândia (NZ Top 40 Singles)           | 24             |
| Países Baixos (MegaCharts)                  | 75             |
| Reino Unido (UK Singles Chart)              | 2              |
| Suécia (Sverigetopplistan)                  | 37             |

## Créditos
Lista-se abaixo todos os profissionais envolvidos na elaboração de "What About Us", de acordo com o serviço Tidal: